# Silene araratica
Silene araratica är en nejlikväxtart. Silene araratica ingår i släktet glimmar, och familjen nejlikväxter.

## Underarter
Arten delas in i följande underarter:
- S. a. araratica
- S. a. davisii